# Francisco Carvajal
För andra betydelser, se Francisco Carvajal (olika betydelser).
Francisco Sebastián Carvajal y Gual född i Campeche 9 december 1870 och död i Mexico City 20 september 1932 var jurist, politiker och mexikansk president 1914